# Ottavio Crepaldi
Ottavio Crepaldi (Taglio di Po, 21 maggio 1945) è un ex ciclista su strada italiano.
Professionista dal 1969 al 1979, conta un successo di tappa al Tour de Suisse e alla Volta Ciclista a Catalunya.

## Palmarès
- 1968 (dilettanti)

16ª tappa Vuelta a Colombia
- 1971 (Salvarani, una vittoria)

Gran Premio Montelupo
- 1975 (Magniflex, una vittoria)

2ª tappa Tour de Suisse (Frick > Oftringen)
- 1976 (Brooklyn, una vittoria)

5ª tappa Giro di Puglia (Bari > Martina Franca)
- 1979 (Scic, una vittoria)

2ª tappa, 1ª semitappa Volta Ciclista a Catalunya (El Vendrell > Barcellona)

## Piazzamenti

### Grandi Giri
- Giro d'Italia

1969: 52º
1971: 50º
1975: 31º
1977: 30º
1978: 17º
- Tour de France

1971: 25º